# Isaak Haßler
Isaak Haßler, auch Isaak von Haßler und auch in den Schreibweisen Hassler und Hasler, (* um 1530 in Joachimsthal; † 14. Juli 1591 (begraben) in Nürnberg) war ein deutscher, evangelisch-lutherischer Kirchenorganist in Nürnberg. Er war der Vater der Komponisten Hans Leo und Jakob Haßler sowie des Organisten Caspar Haßler.
Isaak Haßler wurde um 1530 im böhmischen Joachimsthal geboren. Ab 1554 lebte er als Steinschneider in Nürnberg. Von 1558 bis de facto zu seinem Tode 1591 wirkte er als Organist in der Spitalkirche von Nürnberg.